# Цайтлингер, Петер
Петер Цайтлингер (нем. Peter Zeitlinger; род. 6 июня 1960, Прага) — австрийский кинооператор.

## Биография
В 1968 вместе с семьёй переехал в Австрию. Учился в Венском университете музыки и исполнительского искусства. Среди его наставников были Майкл Сноу, Свен Нюквист, Витторио Стораро, Вилмош Жигмонд.
Поставил несколько телефильмов как режиссёр. Преподает операторское искусство в Мюнхенском университете телевидения и кино.

## Творческое сотрудничество
Большинство фильмов снял с Вернером Херцогом.

## Фильмография
- 1983: Foreign Land (Götz Spielmann, короткометражный)
- 1985: Abschied von Hölderlin (Götz Spielmann)
- 1987: Vergiss Sneider!
- 1990: Tunnelkind
- 1990: Erwin und Julia (Götz Spielmann)
- 1992: Unser Lehrer Doktor Specht (TV-Serie)
- 1992: Mit Verlust ist zu rechnen (Ulrich Seidl)
- 1993: Der Nachbar (Götz Spielmann)
- 1993: Dieses naive Verlangen" (Götz Spielmann)
- 1993: Operation Dunarea (TV-Serie)
- 1994: Tief oben
- 1994: Die letzten Männer
- 1995: Auf immer und ewig (TV-Serie)
- 1995: Das größte Fest des Jahres — Weihnachten bei unseren Fernsehfamilien (TV)
- 1995: Tierische Liebe
- 1995: Das verzauberte Lied
- 1995: Tod für fünf Stimmen (TV)
- 1996: Die Angst vor der Idylle (TV, Götz Spielmann)
- 1996: Bilder einer Ausstellung (TV)
- 1997: Singles (TV-Serie), Regie: Erhard Riedlsperger
- 1997: Der Busenfreund (TV)
- 1997: Der Kapitän (TV-Serie, eine Folge)
- 1997: Маленькому Дитеру нужно летать / Flucht aus Laos (Вернер Херцог)
- 1998: Kaisermühlen Blues (TV-Serie, 12 Folgen)
- 1998—1999: MA 2412 (TV-Serie, 7 Episoden)
- 1999: Мой любимый враг / Mein liebster Feind (Вернер Херцог)
- 2000: Крылья надежды / Julianes Sturz in den Dschungel (Вернер Херцог)
- 2000: Die Clowns
- 2001: Jetzt bringen wir unsere Männer um (TV)
- 2001: Bargeld lacht (TV)
- 2001: Непобедимый / Invincible — Unbesiegbar (Вернер Херцог)
- 2001: Aszendent Liebe (TV)
- 2002: Der Bestseller — Mord auf italienisch (TV)
- 2002: Einspruch für die Liebe (TV)
- 2003: Колесо времени / Rad der Zeit (Вернер Херцог)
- 2004: Der Bestseller — Wiener Blut (TV)
- 2004: Männer im gefährlichen Alter (TV)
- 2005: Die Liebe eines Priesters (TV)
- 2005: Человек-гризли / Grizzly Man (Вернер Херцог)
- 2006: Спасительный рассвет / Rescue Dawn (Вернер Херцог)
- 2007: Встречи на краю света / Begegnungen am Ende der Welt (Вернер Херцог)
- 2007: Das Traumhotel — Afrika (TV-Reihe, премия Роми)
- 2008: Das Traumhotel — Karibik (TV-Reihe)
- 2008: Das Traumhotel — China (TV-Reihe)
- 2009: Плохой лейтенант / Bad Lieutenant — Cop ohne Gewissen (Вернер Херцог, номинация на премию Независимый дух)
- 2010: Мой сын, мой сын, что ты наделал / Ein fürsorglicher Sohn (Вернер Херцог)
- 2010: Die Höhle der vergessenen Träume (Вернер Херцог)
- 2011: Das Traumhotel — Tobago (TV-Reihe)
- 2011: В бездну / Into the Abyss (Вернер Херцог)
- 2012: On Death Row
- 2012: Oma wider Willen (TV), Regie: Sigi Rothemund
- 2012: Verfolgt — Der kleine Zeuge (TV), Regie: Andreas Senn (Немецкая кинооператорская премия)
- 2012: Angelique — Marquis des Anges, Regie Ariel Zeitoun
- 2015: Королева пустыни / Queen of the Desert (Вернер Херцог)
- 2016: В самое пекло (Вернер Херцог)
- 2018: Мир будущего / Future World (Брюс Тьерри Чунг, Джеймс Франко)

## Признание
О нем снят документальный фильм Петер Цайтлингер — камера как окно в мир (2006).